# هالو كايرو (مسرحية)
هالو كايرو، مسرحية كوميدية عرضت في البحرين بمشاركة الفنان المصري الكبير وحيد سيف، تأليف: عادل المسلم ـ إخراج: عبد العزيز المسلم. إنتاج مسرح السلام.
تمثيل: وحيد سيف ـ مريم الغضبان ـ خالد العبيد ـ عبد العزيز المسلم ـ فيصل بوغازي ـ عماد العكاري ـ محمد زيان.
- - جسد عبد العزيز المسلم في هذه المسرحية دور اعبيد الذي يسافر مع أمه وأبيه إلى لندن ولكن بسبب خلل في الطائرة تهبط بهم إلى القاهرة.

| سبقه كابتن ماجد والأطفال | أعمال مسرح السلام | تبعه مصاص الدماء |